# Endlas
Endlas ist eine Ortschaft und eine Katastralgemeinde der Gemeinde Ottenschlag im Bezirk Zwettl in Niederösterreich.

## Geografie
Das Dorf befindet sich nordwestlich von Ottenschlag und rechts der Großen Krems auf einer Anhöhe. Im Ort treffen die Landesstraßen L7180 und L7208 aufeinander.

## Siedlungsentwicklung
Zum Jahreswechsel 1979/1980 befanden sich in der Katastralgemeinde Endlas insgesamt 18 Bauflächen mit 11.184 m² und 8 Gärten auf 5.608 m², 1989/1990 gab es 18 Bauflächen. 1999/2000 war die Zahl der Bauflächen auf 57 angewachsen und 2009/2010 bestanden 46 Gebäude auf 71 Bauflächen.

## Geschichte
Der Ort wird 1320 als Nendleins erstmals erwähnt und war der Herrschaft Ottenschlag zugehörig. 1562 wurde es dann Nenndlass genannt, 1650 gab es im Ort schon 5 Wirtschaftshäuser, 1839 dann 9, bei dieser Anzahl ist dann bis heute geblieben. Im Sommer 1936 kam es zu einem Großbrand im Ort bei dem 6 Wohnhäuser samt Wirtschaftsgebäuden ein Opfer der Flammen wurden.
Im Jahr 1822 wurde der Ort als Dorf mit zwölf Häusern genannt, das nach Ottenschlag eingepfarrt war, wohin auch die Kinder eingeschult wurden. Die Herrschaft Ottenschlag besaß die Ortsobrigkeit, übte die Landgerichtsbarkeit aus, besorgte die Konskription und hatte die Grundherrschaft inne.
Nach der Entstehung der Ortsgemeinden 1849 wurde der Ort eine Katastralgemeinde der Gemeinde Neuhof, zu dieser zählte auch das Dorf Reith.
Laut Adressbuch von Österreich war im Jahr 1938 in Endlas ein Sägewerk verzeichnet.
Im Zuge der Niederösterreichische Kommunalstrukturverbesserung wurde der Ort durch die Auflösung der Gemeinde Neuhof am 1. Januar 1968 ein Teil von Ottenschlag.

## Bodennutzung
Die Katastralgemeinde ist landwirtschaftlich geprägt. 199 Hektar wurden zum Jahreswechsel 1979/1980 landwirtschaftlich genutzt und 109 Hektar waren forstwirtschaftlich geführte Waldflächen. 1999/2000 wurde auf 192 Hektar Landwirtschaft betrieben und 115 Hektar waren als forstwirtschaftlich genutzte Flächen ausgewiesen. Ende 2018 waren 183 Hektar als landwirtschaftliche Flächen genutzt und Forstwirtschaft wurde auf 119 Hektar betrieben. Die durchschnittliche Bodenklimazahl von Endlas beträgt 27,1 (Stand 2010).